# Okcheon-gun
Okcheon (hangul: 옥천군, hanja 沃川郡) är en landskommun (gun) i den sydkoreanska provinsen Norra Chungcheong. Folkmängden var 51 770 invånare i slutet av 2019, varav 29 580 bodde i centralorten Okcheon-eup.
Kommunen är indelad i en köping (eup) och åtta sockar (myeon):
Annae-myeon,
Annam-myeon,
Cheongsan-myeon,
Cheongseong-myeon,
Dongi-myeon,
Gunbuk-myeon,
Gunseo-myeon,
Iwon-myeon och
Okcheon-eup.